# East Bengal FC 2024-2025
Questa voce raccoglie le informazioni riguardanti l'East Bengal nelle competizioni ufficiali della stagione 2024-2025.

## Maglie e sponsor
| Casa | Trasferta | Terza |

## Organico

### Rosa
| N. |                      | Ruolo | Calciatore             |
| -- | -------------------- | ----- | ---------------------- |
| 3  | India (bandiera)     | D     | Provat Lakra           |
| 4  | India (bandiera)     | D     | Anwar Ali              |
| 5  | India (bandiera)     | D     | Lalchungnunga          |
| 6  | India (bandiera)     | C     | Jeakson Singh          |
| 7  | Venezuela (bandiera) | A     | Richard Celis          |
| 8  | Francia (bandiera)   | C     | Madih Talal            |
| 9  | Grecia (bandiera)    | A     | Dīmītrīs Diamantakos   |
| 10 | Brasile (bandiera)   | A     | Cleiton Silva          |
| 11 | India (bandiera)     | C     | Nandha Kumar Sekar     |
| 12 | India (bandiera)     | D     | Mohammad Rakip         |
| 13 | India (bandiera)     | P     | Prabhsukhan Singh Gill |
| 14 | India (bandiera)     | A     | David Lalhlansanga     |
| 19 | Giordania (bandiera) | D     | Hijazi Maher           |
| 21 | Spagna (bandiera)    | C     | Saúl Crespo            |
| 22 | India (bandiera)     | D     | Nishu Kumar            |

| N. |                    | Ruolo | Calciatore           |
| -- | ------------------ | ----- | -------------------- |
| 23 | India (bandiera)   | D     | Souvik Chakrabarti   |
| 24 | India (bandiera)   | P     | Debjit Majumder      |
| 28 | Camerun (bandiera) | A     | Raphaël Bouli        |
| 29 | India (bandiera)   | A     | Naorem Mahesh Singh  |
| 33 | India (bandiera)   | D     | Gursimrat Singh Gill |
| 44 | Spagna (bandiera)  | D     | Héctor Yuste         |
| 51 | India (bandiera)   | P     | Kamaludheen AK       |
| 54 | India (bandiera)   | A     | Jesin TK             |
| 61 | India (bandiera)   | C     | Tanmay Das           |
| 62 | India (bandiera)   | A     | Ck Aman              |
| 66 | India (bandiera)   | C     | Shyamal Besra        |
| 72 | India (bandiera)   | A     | Subrata Murmu        |
| 82 | India (bandiera)   | A     | PV Vishnu            |
| 84 | India (bandiera)   | C     | Sayan Banerjee       |
| 88 | India (bandiera)   | C     | Mark Zothanpuia      |

### Staff tecnico
- Óscar Bruzón - Allenatore
- Dimas Delgado - Vice allenatore
- Bino George - Vice allenatore
- Javier Pinillos - Allenatore portieri

## Calciomercato
| Acquisti | Acquisti               | Acquisti        | Acquisti      |
| R.       | Nome                   | da              | Modalità      |
| -------- | ---------------------- | --------------- | ------------- |
| P        | Debjit Majumder        | Chennaiyin      | Definitivo    |
| P        | Prabhsukhan Singh Gill |                 |               |
| P        | Kamaludheen AK         |                 |               |
| D        | Hijazi Maher           |                 |               |
| D        | Sarthak Golui          | Chennaiyin      | Fine prestito |
| D        | Mohammad Rakip         |                 |               |
| D        | Nishu Kumar            | Kerala Blasters | Definitivo    |
| D        | Souvik Chakrabarti     |                 |               |
| D        | Lalchungnunga          |                 |               |
| D        | Gursimrat Singh Gill   |                 |               |
| D        | Chaku Mandi            | Bhawanipore     | Definitivo    |
| D        | Bijoy Murmu            | Bhawanipore     | Definitivo    |
| D        | Monotosh Chakladar     | Diamond Harbour | Definitivo    |
| D        | Hira Mondal            |                 | Svincolato    |
| D        | Provat Lakra           | Jamshedpur      | Definitivo    |
| D        | Anwar Ali              | Delhi           | Definitivo    |
| D        | Héctor Yuste           |                 | Svincolato    |
| C        | Saúl Crespo            |                 |               |
| C        | Mark Zothanpuia        |                 | Svincolato    |
| C        | Mobashir Rahman        | Chennaiyin      | Fine prestito |
| C        | Madih Talal            | Punjab FC       | Definitivo    |
| C        | Sayan Banerjee         |                 |               |
| C        | Nandha Kumar Sekar     |                 |               |
| C        | Jeakson Singh          | Kerala Blasters | Definitivo    |
| C        | Tanmay Das             | East Bengal B   | Definitivo    |
| C        | Shyamal Besra          | East Bengal B   | Definitivo    |
| A        | Cleiton Silva          |                 |               |
| A        | Dīmītrīs Diamantakos   |                 | Svincolato    |
| A        | Naorem Mahesh Singh    |                 |               |
| A        | PV Vishnu              |                 |               |
| A        | Subrata Murmu          | United SC       | Definitivo    |
| A        | David Lalhlansanga     | Mohammedan      | Definitivo    |
| A        | CK Aman                | East Bengal B   | Definitivo    |
| A        | Jesin TK               | East Bengal B   | Definitivo    |

| Cessioni | Cessioni              | Cessioni       | Cessioni      |
| R.       | Nome                  | a              | Modalità      |
| -------- | --------------------- | -------------- | ------------- |
| P        | Julfikar Gazi         | East Bengal B  | Definitivo    |
| P        | Kamaljit Singh        |                | Svincolato    |
| D        | Aleksandar Pantić     |                | Svincolato    |
| D        | José Pardo            | CD Extremadura | Definitivo    |
| D        | Athul Unnikrishnan    | East Bengal B  | Definitivo    |
| D        | Tuhin Das             | East Bengal B  | Definitivo    |
| D        | Sarthak Golui         |                | Svincolato    |
| D        | Harmanjot Khabra      |                | Svincolato    |
| D        | Chaku Mandi           | East Bengal B  | Definitivo    |
| D        | Monotosh Chakladar    | East Bengal B  | Definitivo    |
| D        | Hira Mondal           | East Bengal B  | Definitivo    |
| D        | Bijoy Murmu           | East Bengal B  | Definitivo    |
| D        | Jordan Elsey          |                | Svincolato    |
| C        | Borja Herrera         | FC Goa         | Definitivo    |
| C        | Mandar Rao Dessai     | Chennaiyin     | Definitivo    |
| C        | Víctor Vázquez        |                | Svincolato    |
| C        | Ajay Chhetri          | Bengaluru      | Fine prestito |
| C        | Vanlalpeka Guite      | East Bengal B  | Definitivo    |
| C        | Gurnaj Singh Grewal   | East Bengal B  | Definitivo    |
| C        | Mahitosh Roy          | East Bengal B  | Definitivo    |
| C        | CK Aman               | East Bengal B  | Definitivo    |
| C        | Shyamal Besra         | East Bengal B  | Definitivo    |
| C        | Mobashir Rahman       | Jamshedpur     | Definitivo    |
| C        | Edwin Sydney Vanspaul | East Bengal B  | Definitivo    |
| A        | Felicio Brown         |                | Svincolato    |
| A        | Javier Siverio        | Jamshedpur     | Definitivo    |
| A        | V.P. Suhair           | East Bengal B  | Definitivo    |

Il 10 settembre l'AIFF PSC ha annunciato il suo verdetto sul caso in cui Anwar Ali è stato sospeso per quattro mesi, con Mohun Bagan Super Giant che riceverà un risarcimento di ₹ 12,9 crore (US$ 1,5 milioni) dal giocatore, East Bengal e Delhi e sia East Bengal che Delhi hanno ricevuto un blocco del marcato valido per due finestre.

### Mercato invernale
| Acquisti | Acquisti      | Acquisti      | Acquisti   |
| R.       | Nome          | da            | Modalità   |
| -------- | ------------- | ------------- | ---------- |
| A        | Richard Celis | Academia P.C. | Definitivo |
| A        | Raphaël Bouli |               | Svincolato |

| Cessioni | Cessioni             | Cessioni | Cessioni |
| R.       | Nome                 | a        | Modalità |
| -------- | -------------------- | -------- | -------- |
| D        | Gursimrat Singh Gill | Delhi    | Prestito |

### Cambio di allenatore
| Allenatore in uscita | Motivo  | Dal               | Fino al           | Allenatore in entrata | A partire dal     |
| -------------------- | ------- | ----------------- | ----------------- | --------------------- | ----------------- |
| Carles Cuadrat       | Esonero | 26 aprile 2023    | 30 settembre 2024 | Bino George (Interim) | 30 settembre 2024 |
| Bino George          | Interim | 30 settembre 2024 | 9 ottobre 2024    | Óscar Bruzón          | 9 ottobre 2024    |

## Risultati

### Indian Super League
| Arbitro: | John C. |

|                      |           |  |
| Vinith Venkatesh 26’ | Marcatori |  |

| Arbitro: | Nagvenkar T. |

|                                   |           |               |
| Noah Sadaoui 64’ Kwame Peprah 89’ | Marcatori | 60’ PV Vishnu |

| Arbitro: | Kumar A. |

|                                               |           |                             |
| Madih Talal 29’ (Rig.) David Lalhlansanga 85’ | Marcatori | 13’, 20’, 71’ Borja Herrera |

| Arbitro: | Mohamed J. |

|                                            |           |  |
| Rei Tachikawa 21’ Lalchungnunga 70’ (A.g.) | Marcatori |  |

| Arbitro: | Nagvenkar T. |

|  |           |                                                |
|  | Marcatori | 41’ Jamie Maclaren 89’ (Rig.) Dimitri Petratos |

| Arbitro: | Ramdasan K. |

|                                   |           |                                   |
| Roy Krishna 22’ Mourtada Fall 69’ | Marcatori | 45+4’ (Rig.) Dīmītrīs Diamantakos |

| Calcutta 9 novembre 2024, ore 16:00 UTC+5:30 8ª giornata | East Bengal | 0 – 0 referto | Mohammedan | Salt Lake Stadium\| Arbitro: \| Kundu H. \| |
| Arbitro:                                                 | Kundu H.    |               |            |                                             |

| Arbitro: | Kumar Gupta R. |

|                          |           |  |
| Dīmītrīs Diamantakos 23’ | Marcatori |  |

| Arbitro: | John C. |

|  |           |                                 |
|  | Marcatori | 54’ PV Vishnu 84’ Jeakson Singh |

| Arbitro: | Nagvenkar T. |

|                   |           |                                            |
| Lalchungnunga 53’ | Marcatori | 56’ Jerry Mawihmingthanga 81’ Hugo Boumous |

| Arbitro: | Purkayastha A. |

|                                                                                |           |                                     |
| Hijazi Maher 46’ PV Vishnu 54’ Suresh Meitei 60’ (A.g.) David Lalhlansanga 67’ | Marcatori | 21’ Asmir Suljić 39’ Ezequiel Vidal |

| Arbitro: | Kundu H. |

|                          |           |  |
| Dīmītrīs Diamantakos 60’ | Marcatori |  |

| Arbitro: | Ramdasan K. |

|                    |           |                   |
| Manoj Mohammad 90’ | Marcatori | 64’ Jeakson Singh |

| Arbitro: | Kumar Gupta R. |

|                                                |           |                                                  |
| Sahil Panwar 66’ (A.g.) David Lalhlansanga 83’ | Marcatori | 39’ Lallianzuala Chhangte 43’, 87’ Nikos Karelīs |

| Arbitro: | Venkatesh R. |

|                   |           |  |
| Jamie Maclaren 2’ | Marcatori |  |

| Arbitro: | John C. |

|                      |           |  |
| Brison Fernandes 13’ | Marcatori |  |

| Arbitro: | Kumar A. |

|                                |           |                        |
| PV Vishnu 20’ Hijazi Maher 72’ | Marcatori | 84’ Danish Farooq Bhat |

| Mumbai 31 gennaio 2025, ore 15:00 UTC+5:30 20ª giornata | Mumbai City | 0 – 0 referto | East Bengal | Mumbai Football Arena\| Arbitro: \| Kundu H. \| |
| Arbitro:                                                | Kundu H.    |               |             |                                                 |

| Arbitro: | Kumar Gupta R. |

|  |           |                                                                 |
|  | Marcatori | 13’ (A.g.) Nishu Kumar 21’ Wilmar Jordán Gil 90+9’ Daniel Chima |

| Arbitro: | John C. |

|                   |           |                                                                |
| Carlos França 68’ | Marcatori | 27’ Naorem Mahesh Singh 65’ Saúl Crespo 89’ David Lalhlansanga |

| Arbitro: | Venkatesh R. |

|                    |           |                                                                    |
| Ezequiel Vidal 62’ | Marcatori | 15’ Dīmītrīs Diamantakos 47’ Naorem Mahesh Singh 54’ Lalchungnunga |

| Arbitro: | Sekaran S. |

|                                               |           |  |
| Manoj Mohammad 86’ (A.g.) Raphaël Bouli 90+4’ | Marcatori |  |

| Arbitro: | Kundu H. |

|                   |           |                            |
| Raphaël Bouli 11’ | Marcatori | 90+1’ (Rig.) Sunil Chhetri |

| Arbitro: | Purkayastha A. |

|                                                                                |           |  |
| Néstor Albiach 59’ Alaeddine Ajaraie 66’, 79’ (Rig.) Mohammed Ali Bemammer 86’ | Marcatori |  |

Il derby di Calcutta dell'11 gennaio 2025 è stato spostato alla città di Guwahati.

#### Andamento in campionato
| Giornata  | 1  | 2  | 3  | 4  | 5  | 6  | 7  | 8  | 9  | 10 | 11 | 12 | 13 | 14 | 15 | 16 | 17 | 18 | 19 | 20 | 21 | 22 | 23 | 24 | 25 | 26 |
| --------- | -- | -- | -- | -- | -- | -- | -- | -- | -- | -- | -- | -- | -- | -- | -- | -- | -- | -- | -- | -- | -- | -- | -- | -- | -- | -- |
| Luogo     | T  | T  | C  | T  | C  | T  | X  | C  | C  | T  | C  | C  | C  | T  | C  | T  | X  | T  | C  | T  | C  | T  | T  | C  | C  | T  |
| Risultato | P  | P  | P  | P  | P  | P  | X  | N  | V  | V  | P  | V  | V  | N  | P  | P  | X  | P  | V  | N  | P  | V  | V  | V  | N  | P  |
| Posizione | 10 | 11 | 12 | 13 | 13 | 13 | 13 | 13 | 13 | 11 | 11 | 11 | 11 | 10 | 11 | 11 | 11 | 11 | 11 | 10 | 11 | 11 | 9  | 8  | 8  | 9  |

Legenda:

Luogo: C = Casa; T = Trasferta. Risultato: V = Vittoria; N = Pareggio; P = Sconfitta.

### Super Cup
| Bhubaneswar 20 aprile 2025, ore 13:00 UTC+5:30 Ottavi di finale             | Kerala Blasters | 2 – 0 referto | East Bengal | Kalinga Stadium |
| \| \| \| \| \| Jesús Jiménez 40’ (Rig.) Noah Sadaoui 64’ \| Marcatori \| \| |                 |               |             |                 |
|                                                                             |                 |               |             |                 |
| Jesús Jiménez 40’ (Rig.) Noah Sadaoui 64’                                   | Marcatori       |               |             |                 |

### AFC Champions League Two

#### Terzo turno preliminare
| Arbitro: | Alexander King |

|                                       |           |                                                         |
| David Lalhlansanga 7’ Saúl Crespo 59’ | Marcatori | 22’ Myrat Annayev 28’ Selim Nurmuradov 53’ Mihail Titov |

### AFC Challenge League

#### 1º turno
| Thimphu 26 ottobre 2024, ore 11:30 UTC+5:30 1ª giornata                                                              | East Bengal | 2 – 2 referto                              | Paro | Stadio Changlimithang |
| \| \| \| \| \| Madih Talal 5’ Dīmītrīs Diamantakos 69’ \| Marcatori \| 8’ (Rig.) William Opoku 45+4’ Evans Asante \| |             |                                            |      |                       |
| |             |                                            |      |                       |
| Madih Talal 5’ Dīmītrīs Diamantakos 69’                                                                              | Marcatori   | 8’ (Rig.) William Opoku 45+4’ Evans Asante |      |                       |

| Thimphu 29 ottobre 2024, ore 11:30 UTC+5:30 2ª giornata                                                               | Bashundhara Kings | 0 – 4 referto                                                                       | East Bengal | Stadio Changlimithang |
| \| \| \| \| \| \| Marcatori \| 1’ Dīmītrīs Diamantakos 20’ Souvik Chakrabarti 26’ Nandha Kumar Sekar 33’ Anwar Ali \| |                   |                                                                                     |             |                       |
| |                   |                                                                                     |             |                       |
| | Marcatori         | 1’ Dīmītrīs Diamantakos 20’ Souvik Chakrabarti 26’ Nandha Kumar Sekar 33’ Anwar Ali |             |                       |

| Arbitro: | Bunmeekiart S. |

|                                                    |           |                                      |
| Baba Musah 8’ (A.g.) Dīmītrīs Diamantakos 15’, 77’ | Marcatori | 18’ Collins Opare 43’ Hussein Monzer |

##### Andamento in campionato
| Giornata  | 1 | 2 | 3 |  |
| --------- | - | - | - |  |
| Luogo     | C | T | C |  |
| Risultato | N | V | V |  |
| Posizione | 2 | 2 | 1 |  |

Legenda:

Luogo: C = Casa; T = Trasferta. Risultato: V = Vittoria; N = Pareggio; P = Sconfitta.

#### Quarti di finale
| Arbitro: | Al Shammari M. A. |

|  |           |              |
|  | Marcatori | 10’ Gurbanow |

| Arbitro: | Alaeddin A. |

|                                          |           |                  |
| Altymyrat Annadurdyyew 89’ (Rig.), 90+8’ | Marcatori | 1’ Raphaël Bouli |

### Durand Cup
| Arbitro: | Aditya Purkayastha |

|                                                                 |           |                      |
| David Lalhlansanga 43’ Dīmītrīs Diamantakos 61’ Saúl Crespo 68’ | Marcatori | 19’ Naorem Somananda |

| Arbitro: | Williams Joy Koshy |

|                                                               |           |                      |
| Madih Talal 23’ Saúl Crespo 36’ (Rig.) Jesin Thonikkara 90+3’ | Marcatori | 30’ Aafreen Basharat |

| Calcutta 2024, ore 15:30 UTC+5:30 3ª giornata | Mohun Bagan SG | – Cancellata referto | East Bengal | Salt Lake Stadium\| Arbitro: \| Harish Kundu \| |
| Arbitro:                                      | Harish Kundu   |                      |             |                                                 |

La partita tra Mohun Bagan Super Giant ed East Bengal, che si sarebbe dovuta giocare il 18 agosto 2024, è stata cancellata per motivi di sicurezza. I punti sono stati suddivisi tra le due squadre.

#### Andamento in campionato
| Giornata  | 1 | 2 | 3 |  |
| --------- | - | - | - |  |
| Luogo     | C | C | T |  |
| Risultato | V | V | N |  |
| Posizione | 1 | 2 | 2 |  |

Legenda:

Luogo: C = Casa; T = Trasferta. Risultato: V = Vittoria; N = Pareggio; P = Sconfitta.

#### Quarti di finale
| Arbitro: | K Ramdasan |

|                            |           |                        |
| Rudwere 8’ Figo Syndai 78’ | Marcatori | 84’ Nandha Kumar Sekar |

### Calcutta Football League
Nella competizione l'East Bengal schiera la squadra riserve, allenata da Bino George.

#### Gruppo B
| Arbitro: | Dipu Roy |

| |           |               |
| Shyamal Besra 12’ CK Aman 43’ Jesin Thonikkara 65’, 67’ Subrata Murmu 78’ Ananthu N.S. 87’ Sayan Banerjee 90+2’ | Marcatori | 47’ Sharma S. |

| Arbitro: | Dipak Singha |

|               |           |                                                           |
| Amit Ekka 34’ | Marcatori | 48’ Jesin Thonikkara 65’ Sayan Banerjee 89’ Naseeb Rahman |

| Arbitro: | Pranjal Banerjee |

|                   |           |                                    |
| Suhail Bhat 90+5’ | Marcatori | 51’ PV Vishnu 64’ Jesin Thonikkara |

| Naihati 16 luglio 2024, ore 11:30 UTC+5:30 5ª giornata | Calcutta Customs | 0 – 0 referto | East Bengal | Bankimanjali Stadium (1 549 spett.)\| Arbitro: \| Rabin Biswas \| |
| Arbitro:                                               | Rabin Biswas     |               |             |                                                                   |

| Arbitro: | Bimalendu Mondal |

|  |           |                                                                                          |
|  | Marcatori | 17’ Sayan Banerjee 42’ PV Vishnu 64’ Shyamal Besra 67’, 72’ Jesin Thonikkara 64’ Ck Aman |

| Arbitro: | Dipu Roy |

|  |           |                                       |
|  | Marcatori | 45+1’ Muhammed Musharaf 68’ Adil Amal |

| Arbitro: | Dipu Roy |

|  |           |                                                        |
|  | Marcatori | 32’ Muhammed Musharaf 40’ Ck Aman 77’ Jesin Thonikkara |

| Arbitro: | Tanumay Sarkar |

|  |           |                     |
|  | Marcatori | 7’ Jesin Thonikkara |

| Arbitro: | Tarun Kumar Biswas |

|                                                                     |           |  |
| Jesin Thonikkara 25’ Edwin Sydney Vanspaul 59’, 80’ Ajad Saheem 75’ | Marcatori |  |

| Arbitro: | Bimalendu Mondal |

|  |           |                                            |
|  | Marcatori | 74’ Sanjib Ghosh 90+4’ Muhammed K. Ashique |

| Arbitro: | Mithun Kumar Kundu |

|                                           |           |                        |
| Muhammed Ashique 77’ Jesin Thonikkara 83’ | Marcatori | 87’ Damanbhalang Chyne |

| Calcutta 28 agosto 2024, ore 11:30 UTC+5:30 13ª giornata                             | Calcutta Police | 0 – 3 Rinviata al 6 settembre referto              | East Bengal | East Bengal Ground |
| \| \| \| \| \| \| Marcatori \| 5’ Bathala Sunil 35’ Tanmay Das 88’ Sayan Banerjee \| |                 |                                                    |             |                    |
|                                                                                      |                 |                                                    |             |                    |
|                                                                                      | Marcatori       | 5’ Bathala Sunil 35’ Tanmay Das 88’ Sayan Banerjee |             |                    |

La partita tra East bengal e Peerless del 24 agosto è stata rinviata al giorno successivo a causa delle condizioni meteo che ne hanno impedito il regolare svolgimento.

##### Andamento in campionato
| Giornata  | 1 | 2 | 3 | 4 | 5 | 6 | 7 | 8 | 9 | 10 | 11 | 12 | 13 |
| --------- | - | - | - | - | - | - | - | - | - | -- | -- | -- | -- |
| Luogo     | C | X | T | T | T | T | T | T | T | C  | T  | C  | T  |
| Risultato | V | X | V | V | N | V | V | V | V | V  | V  | V  | V  |
| Posizione | 1 | 4 | 3 | 2 | 2 | 1 | 2 | 1 | 1 | 1  | 1  | 1  | 1  |

Legenda:

Luogo: C = Casa; T = Trasferta. Risultato: V = Vittoria; N = Pareggio; P = Sconfitta.

#### Super Six
| Calcutta 12 settembre 2024, ore 11:30 UTC+5:30 1ª giornata                                      | East Bengal | 4 – 1 referto | Calcutta Customs | East Bengal Ground |
| \| \| \| \| \| Shyamal Besra 45’ PV Vishnu 45+2’, 51’ Adil Amal 73’ \| Marcatori \| 25’ Robi \| |             |               |                  |                    |
|                                                                                                 |             |               |                  |                    |
| Shyamal Besra 45’ PV Vishnu 45+2’, 51’ Adil Amal 73’                                            | Marcatori   | 25’ Robi      |                  |                    |

| Arbitro: | Rohan Das Gupta |

|                                                                       |           |  |
| Aman CK 10’, 42’ PV Vishnu 17’ Jesin TK 26’ Muhammad Roshal P. P. 73’ | Marcatori |  |

| Arbitro: | Dipu Roy |

|                                              |           |                   |
| Bamiya Samad 20’ Soraisam Robinson Singh 51’ | Marcatori | 40’, 75’ Jesin TK |

| Naihati 14 ottobre 2024, ore 11:30 UTC+5:30 4ª giornata | East Bengal | – | Diamond Harbour | Bankimanjali Stadium |

| Calcutta 17 ottobre 2024, ore 11:30 UTC+5:30 5ª giornata | Bhawanipore | – | East Bengal | East Bengal Ground |

L'East Bengal ha ottenuto la vittoria a tavolino contro il Mohammedan a causa della violazione di quest'ultimo della regola son of the soil.

##### Andamento in campionato
| Giornata  | 1 | 2 | 3 | 4 | 5 |
| --------- | - | - | - | - | - |
| Luogo     | C | C | T | C | T |
| Risultato | V | V | N |   |   |
| Posizione | 1 | 1 | 1 |   |   |

Legenda:

Luogo: C = Casa; T = Trasferta. Risultato: V = Vittoria; N = Pareggio; P = Sconfitta.

### Chief Minister's Cup
Il 2 settembre 2024, l'East Bengal e il Mohun Bagan Super Giant giocheranno una partita esibizione del derby di Calcutta per la promozione del calcio nello stato dell'Uttar Pradesh allo stadio KD Singh Babu di Lucknow.
| Arbitro: | Ashwin K. |

|                                  |                      |                                      |
| Suhail Bhat 18’                  | Marcatori            | 72’ Muhammed K. Ashique              |
| Serto Sibajit Adil Castanha Rana | Tiri di rigore 3 – 2 | Tanmay Vishnu Ashique Musharaf Mandi |